# Ritwan
Ritwan, ime dano jezicima Indijanaca Wiyot (Wishoskan) i Yurok (Weitspekan) (Dixon i Kroeber, 1913) iz sjeveroistočne Kalifornije, koja se na prijedlog Edwarda Sapira (1913) dalje povezivala u veliku porodicu Algonquian-Ritwan. Jezična srodnost ovih Indijanaca veoma je upitna, kako s porodicom Algonquian, tako i ona među plemenima Wiyot i Yurok. 

## Vanjske poveznice
- William J. Poser, On The End of the Ritwan Controversy
- Lenguas Ritwan